# Frontzeitung
Frontzeitung ist eine Zeitung, die als Militärzeitung von einer militärischen Abteilung herausgegeben wird. Während der Begriff der Frontzeitung häufig synonym zu Soldatenzeitung, Feldzeitung oder als Ersatz für den Oberbegriff Militärzeitung genutzt wird, handelt es sich jedoch um eine Zeitung, deren Bezeichnung mit kleinen Ausnahmen eigentlich erst im Zweiten Weltkrieg gebräuchlich wird und zumeist lediglich für Zeitungen aus dieser Zeit Verwendung gefunden hat.

## Frontzeitung der Roten Armee
Die Zeitung der Roten Armee, die nach der sowjetischen Besetzung deutscher und österreichischer Gebiete seit Ende des Jahres 1944 in deutscher Sprache herausgegeben wurde, etwa die Deutsche Zeitung, Frontzeitung der 2. Belorussischen Front, oder die Österreichische Zeitung (siehe Heeresgruppenpresse). Diese Zeitungen dienten der Beeinflussung des Gegners. Der Wortbestandteil Front bezieht sich dabei auf die militärische Gliederung (Front = Heeresgruppe, westalliierte Frontzeitungen heißen dementsprechend Heeresgruppenzeitungen), die die Zeitung herausgab.

## Frontzeitung der Wehrmacht
Die Wehrmacht betitelte einen Teil ihrer Militärzeitungen in der Regel als  Frontzeitungen oder Feldzeitungen. Mit diesen Blättern wurden deutsche Soldaten zwischen dem Mittelmeer und dem Nordkap informiert und beeinflusst. Bei diesen Zeitungen handelte es sich um Militärzeitungen, die nicht für die gegnerische Bevölkerung, sondern für die eigenen Truppen bestimmt waren. Der Wortbestandteil Front geht dabei auf die Front als Ort der kriegerischen Auseinandersetzung zurück. Zu diesem Zeitungstyp gehörten etwa die Wacht im Norden – Wehrmacht-Frontzeitung für Norwegen und Nordfinnland, erschienen wöchentlich zwischen Oktober 1940 und vermutlich Januar 1945, oder Gegen Engeland – deutsche Marine-Frontzeitung für den Südosten, erschienen viermal wöchentlich in den Jahren 1941 bis 1944 oder die Deutsche Guernsey-Zeitung (1942 bis 1945).
siehe auch: Pressegeschichte